# Manuel Lobo Antunes
Manuel Lobo Antunes ComIH • GCIH • ComM (Lisboa, 27 de junho de 1958) é um jurista e diplomata português. Foi Embaixador de Portugal em Londres de 2016 a 2022. É atual Representante Permanente de Portugal junto da Organização de Cooperação e Desenvolvimento Económicos (OCDE).

## Biografia
Filho de João Alfredo Lobo Antunes e Maria Margarida Machado de Almeida Lima e trineto do 1.º Visconde de Nazaré, é irmão de António, João, Miguel e Nuno Lobo Antunes e tio da atriz Paula Lobo Antunes.
Licenciado em Direito e pós-graduou-se em Estudos Europeus, pela Universidade Católica Portuguesa, acedendo à carreira diplomática em 1984.
Em 1988 foi nomeado secretário na Embaixada de Portugal em Haia, em 1994 conselheiro em Harare, e em 1996 director da África Subsariana. Atingiu o posto de Embaixador.
Foi assessor diplomático de António Guterres, de 2001 a 2002, e diretor-geral dos Assuntos Europeus, de 2004 a 2005. 
Em 2005 participa no XVII Governo Constitucional, de José Sócrates, onde entrou como Secretário de Estado da Defesa Nacional e dos Assuntos do Mar (cargo exercido até 2006), passando depois a Secretário de Estado dos Assuntos Europeus (até 2008). 
Abandonou o governo ao ser nomeado representante permanente de Portugal na União Europeia, em 2008.

### Condecorações[4][5]
- Oficial da Real Ordem Vitoriana do Reino Unido (7 de fevereiro de 1986)
- Comendador da Ordem do Infante D. Henrique de Portugal (18 de março de 1986)
- Comendador da Ordem do Mérito de Portugal (6 de setembro de 1990)
- Oficial da Ordem de Orange Nassau dos Países Baixos (30 de setembro de 1991)
- Grande-Oficial da Ordem de Bernardo O'Higgins do Chile (30 de setembro de 2001)
- Grande-Oficial da Ordem do Mérito de Itália (1 de abril de 2002)
- Grã-Cruz da Ordem do Mérito do Luxemburgo (3 de novembro de 2004)
- Grã-Cruz da Ordem do Mérito da Noruega (25 de setembro de 2009)
- Grã-Cruz da Ordem do Mérito do Chile (19 de março de 2012)
- Grã-Cruz da Ordem do Mérito da Lituânia (19 de março de 2012)
- Grã-Cruz da Ordem do Infante D. Henrique de Portugal (22 de julho de 2013)
- Grã-Cruz da Ordem do Mérito de Itália (3 de setembro de 2018)